# Copidognathus lamellosus
Copidognathus lamellosus es una especie de ácaro marino del género Copidognathus, familia Halacaridae. Fue descrita científicamente por Lohmann en 1893.
Habita en Brasil, islas Bermudas, mar Negro, Wimereux (Francia) y en aguas europeas. Estas especies miden aproximadamente 0.2 - 2.0 mm.